# Đường hầm Sakhalin

Vị trí đường hầm Sakhalin

Đường hầm Sakhalin (tiếng Nga: Сахалинский тоннель) là một dự án giao thông chưa hoàn thành và đang bị hoãn lại. Nếu hoàn thành, nó sẽ nối đảo Sakhalin với lục địa Nga thông qua một đường hầm dài khoảng 10 km bên dưới eo biển Nevelskoy (nơi hẹp nhất của eo biển Tartary). Ngày 16 tháng 1 năm 2009, chính phủ Nga đã đề nghị sẽ xây cầu nối đảo với lục địa thay vì xây một đường hầm.

## Đề xuất ban đầu và quy hoạch
Ý tưởng về một đường hầm dưới eo biển Nevelskoy đã tồn tại từ thế kỷ 19, mặc dù ý tưởng này đã không bao giờ được theo đuổi một cách nghiêm túc vì lý do kinh tế. Công tác nghiên cứu khả thi dự án đầu tiên được thực hiện dưới thời Liên Xô vào cuối thập niên 1930, mặc dù chiến tranh thế giới thứ hai tại thời điểm này đã khiến việc triển khai dự án này bất khả thi. Năm 1950, Joseph Stalin đã công bố ý định của ông về việc triển khai xây dựng một kết nối đường sắt đến Sakhalin, hoặc thông qua phà đường sắt, hoặc một đường đắp cao hoặc thông qua đường hầm. Quyết định xây dựng một đường hầm đã được công bố bởi chính phủ Liên Xô vào ngày 5 tháng 5 năm 1950, cùng với một liên kết phà đường sắt làm một giải pháp tạm thời. Dự án được dự định chủ yếu để phục vụ mục đích quân sự, cho phép kết nối tốt hơn giữa đảo Sakhalin và lục địa Nga cho các bộ phận của Hồng quân đóng quân trên đảo.

### Xây dựng
Việc xây dựng các tuyến kết nối đường sắt từ Selikhino gần Komsomolsk-na-Amure với cổng đường hầm ở đất liền theo quy hoạch tại mũi Lazarev đã được giao cho Bộ Nội vụ Liên Xô, với Bộ Giao thông vận tải chịu trách nhiệm xây đường hầm. Năm 1952, dự án đã được chuyển giao sang hoàn toàn thuộc quyền quản lý của Bộ Nội vụ.
Tuyến quy hoạch trên đảo Sakhalin đã được dự kiến dài 327 km từ mũi Pogibi, nơi mà các đường hầm chui lên khỏi mặt đất, đến ga cuối phía bắc lúc đó thuộc mạng lưới đường sắt tại Sakhalin tại Pobedino (trước đó được gọi là "Koton" dưới thời sự cai trị của đế quốc Nhật Bản), 10 km về phía bắc của Smirnykh. Chiều dài của đường hầm giữa mũi Pogibi và mũi Lasarev theo quy hoạch khoảng 10 km. Trên đất liền, một tuyến đường sắt sẽ được xây dựng kết nối Komsomolsk-na-Amure với Sovetskaya Gavan, nay là một phần của tuyến đường sắt chính Baikal Amur.
Dự án đã được dự kiến hoàn thành vào cuối năm 1953, và vận hành đầy đủ vào cuối năm 1955. Vận chuyển hàng hoá trên đường này được dự kiến đạt 4 triệu tấn mỗi năm.
Dự án bao gồm ba hạng mục công trình xây dựng riêng biệt - kết nối đường ray đất liền và đảo, kết nối với phần còn lại của hệ thống đường sắt và đường hầm.